# Pseudoparlatoria memorabilis
Pseudoparlatoria memorabilis är en insektsart som beskrevs av Ferris 1941. Pseudoparlatoria memorabilis ingår i släktet Pseudoparlatoria och familjen pansarsköldlöss.
Artens utbredningsområde är Panama. Inga underarter finns listade i Catalogue of Life.